# Jean-Louis Biot
Pour les articles homonymes, voir Biot.
Jean-Louis Biot, né le 28 février 1952 à Montfrin (Gard), instituteur puis professeur des écoles, est un syndicaliste qui a été notamment secrétaire national du Syndicat des enseignants-FEN (aujourd’hui SE-UNSA) et secrétaire général du Comité national d'action laïque.

## La jeunesse et les premières années militantes
Jean-Louis Biot est né à Montfrin (Gard) le 28 février 1952. Reçu au concours de recrutement d'élèves-instituteurs[ du Gard, il entre à école normale d’instituteurs de Nîmes en septembre 1968. Il en sort en juin 1973 après trois années de scolarité jusqu'au baccalauréat et deux années de formation professionnelle.
Il adhère au Syndicat national des instituteurs pendant l’année scolaire 1971-1972. Il est élu membre du conseil syndical de la section départementale du Gard à vingt-quatre ans au printemps 1976. Il assure le secrétariat de la commission départementale des jeunes et siège de ce fait au bureau départemental de la section. En septembre 1985, Maguy Espaze, militante emblématique du Gard, prend sa retraite. Jean-Louis Biot devient alors secrétaire général de la section du Gard du SNI-PEGC, devenu Syndicat des enseignants (SE) à partir de 1992.

## Les responsabilités nationales
En juin 1993, il est élu au Bureau national du Syndicat des enseignants (SE-FEN, aujourd’hui SE-UNSA) à l’occasion du congrès de Nantes du syndicat. En septembre 1993, il devient parallèlement conseiller technique auprès de Jean Radigue, secrétaire national chargé du premier degré et du secteur « adaptation et intégration scolaire » (AIS). Jusqu’en juillet 1995, il exerce en principe à mi-temps au plan départemental et à mi-temps au niveau national. Jean Radigue ayant été opéré en urgence en décembre 1994, Jean-Louis Biot assume son intérim à partir de janvier 1995 à la demande d’Hervé Baro, alors secrétaire général du SE.
Au printemps 1996, il est réélu au Bureau national du Syndicat lors du congrès de Montpellier et intègre officiellement le secrétariat national sur le secteur « premier degré, AIS » Il exerce cette responsabilité jusqu’au congrès de Pau (2001). Il devient alors secrétaire national chargé du secteur « société et relations internationales », ce qui fait de lui le responsable du dossier « laïcité » au Syndicat. En juillet 2001, il succède à Patrick Gonthier, devenu secrétaire général adjoint de la fédération UNSA éducation comme secrétaire général du Comité national d'action laïque (CNAL). Durant ses mandats successifs au secrétariat national du SE-UNSA, il est également membre des principales instances de la Fédération et, en particulier, du Bureau national et de l'Exécutif fédéral.
De 1993 à 2002, Jean-Louis Biot siège à la commission administrative paritaire nationale des instituteurs et professeurs des écoles et au Comité technique paritaire ministériel de l’Éducation nationale. De 2001 à 2007, il représente la fédération UNSA Éducation au Bureau du Comité syndical européen de l’éducation. Il participe également aux congrès mondiaux de l’Internationale de l’éducation de Pataya (Thaïlande, 2001), Porto Alegre (Brésil, 2004) et Berlin (Allemagne, 2007). Il participe également à de nombreuses délégations fédérales internationales, notamment au Forum social mondial de Porto Alegre (2003).

## Retraite administrative
Jean-Louis Biot  prend sa retraite en septembre 2007 et quitte ses responsabilités au Syndicat et au CNAL où il est remplacé par Laurent Escure. Après sa retraite, Jean-Louis Biot assume, sur mandat du SE-UNSA, des responsabilités à la maison d’édition historique SUDEL jusqu’à l’arrêt des activités éditoriales de celle-ci fin 2011. En décembre 2011, il continue à militer à l'UNSA du Gard dont il est membre du bureau. Il est également membre du secrétariat de l’UNSA Retraités du Gard.